# Loja (Spagna)
Loja è un comune spagnolo di 20 060 abitanti situato nella comunità autonoma  dell'Andalusia nella parte occidentale della provincia di Granada. È un'antica tipica città andalusa nella valle del Genil sovrastata dai resti dell'alcazaba (fortezza) musulmana.
La sua economia è basata soprattutto sul settore servizi caratterizzato dalla presenza di gruppi alberghieri medio grandi (Abades, Manzanil, Riofrio).

## Storia
Secondo la tradizione Loja sarebbe stata fondata nel 2163 a.C. da Tubal nipote di Noè, dai resti archeologici rinvenuti nella zona i primi insediamenti umani risalgono al Neolitico e la località dove oggi sorge la città risulta già abitata nel IX secolo a.C. La dominazione romana non ha lasciato tracce e solo con l'avvento dell'Islam si ebbe uno sviluppo culturale e urbano. Il centro assunse il nome di Medina Lanisa ed ebbe una notevole importanza strategica militare per il regno di Granada di cui faceva parte. La sua cristianizzazione richiese diversi scontri e fu solo nel 1486 che Abu 'abd Allah noto come Boabdil, ultimo re di Granada fu costretto a consegnare piangendo il suo regno a Ferdinando il Cattolico.
Durante il Rinascimento la città si arricchì di molti edifici religiosi e civili che testimoniano la floridezza di quel periodo. Nel XIX secolo si verificò la rivolta dei contadini di Loja, che precedette i moti del 1868 conto la regina Isabella II, nel 1873 si creò il Canton de Loja. Attualmente la città gode di benessere economico grazie allo sviluppo dell'agricoltura delle sue terre fertili e alla vicinanza a Granada.

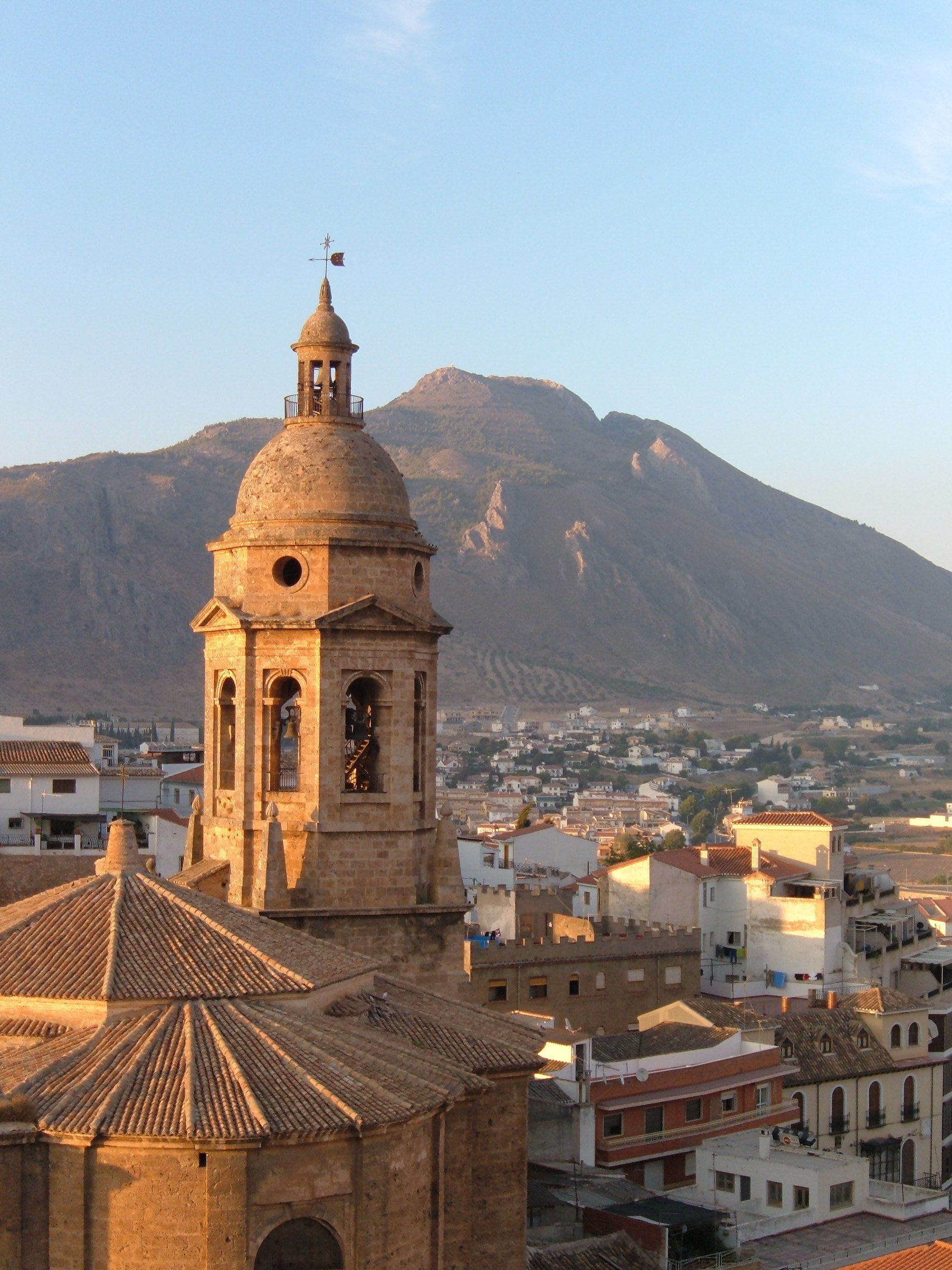
Loja

## Monumenti
- Alcazaba. Della fortezza moresca rimane buona parte della cinta muraria che cinge il nucleo medioevale della città e una rete di torri.
- Convento di Santa Clara  del sec. XVI.
- Convento di San Francesco di Assisi di cui resta un pregevole chiostro del sec. XVI.
- Iglesia Mayor de la Encarnacion chiesa dei secoli XVI-XVII.
- Iglesia de San Gabriel del sec. XVI.
- Iglesia de Santa Catalina dei secoli XVI-XVII.
- Iglesia de N.tra S.ra Virgen de la Caridad del XVI secolo.
- Gli eremi di Jesus Nazareno, di San Roque, del Calvario, e cappelle e santuari del XVI secolo.
- Caseron de los Alcaides Cristianos del XVII secolo.
- Palacio de Narvaez del XVII secolo.

Inoltre i ponti di Riofrío, del fiume Genil del Barancon e le molte fontane di stili ed epoche diverse.

## Feste
Carnevale, Settimana Santa, dichiarata d'interesse turistico nazionale, Feria chica alla fine di giugno, festival internacional de Arte escenica alla fine di luglio, Volvera flamenca, Feria grande a fine agosto.